# Жамцын Даваажав
Жамцын Даваажав  (монг. Жамцын Даваажав; 28 июня 1953, Тэшиг, Булган — 2000) — монгольский борец вольного и греко-римского стилей, серебряный призёр Олимпийских игр, бронзовый призёр Азиатских игр, Заслуженный мастер спорта Монголии.

## Биография
В 1961—1965 годах учился в начальной школе, до 1969 года в средней, до 1972 году в старшей школе в Архангае. В 1971 году, после регионального чемпионата по национальной борьбе, был отобран для занятий вольной борьбой, в 1972 году отправился на службу в армии, где продолжил занятия.
В 1975 году стал бронзовым призёром чемпионата мира среди юниоров.
На Олимпийских играх 1976 года выступал в соревнованиях по греко-римской борьбе в полусреднем весе, в первой же встрече был травмирован и с турнира снялся.
См. таблицу турнира.
В 1977 году на чемпионате мира занял четвёртое место. В 1978 году стал бронзовым призёром Азиатских игр. В 1979 году вновь был четвёртым на чемпионате мира.
На Олимпийских играх 1980 года выступал в соревнованиях по вольной борьбе в полусреднем весе и завоевал серебряную медаль Олимпийских игр, проиграв в финале Валентину Райчеву, причём ещё за шесть секунд до конца встреч выигрывал её.
См. таблицу турнира.
В 1981 году завоевал второе место на розыгрыше Кубка мира, а на чемпионате мира остался пятым.
В 1982 году окончил педагогический факультет и стал тренером.
Кавалер Ордена Трудового Красного Знамени.
Умер в 2000 году.